# Abate aéreo do Sukhoi Su-24 da Força Aérea Russa em 2015

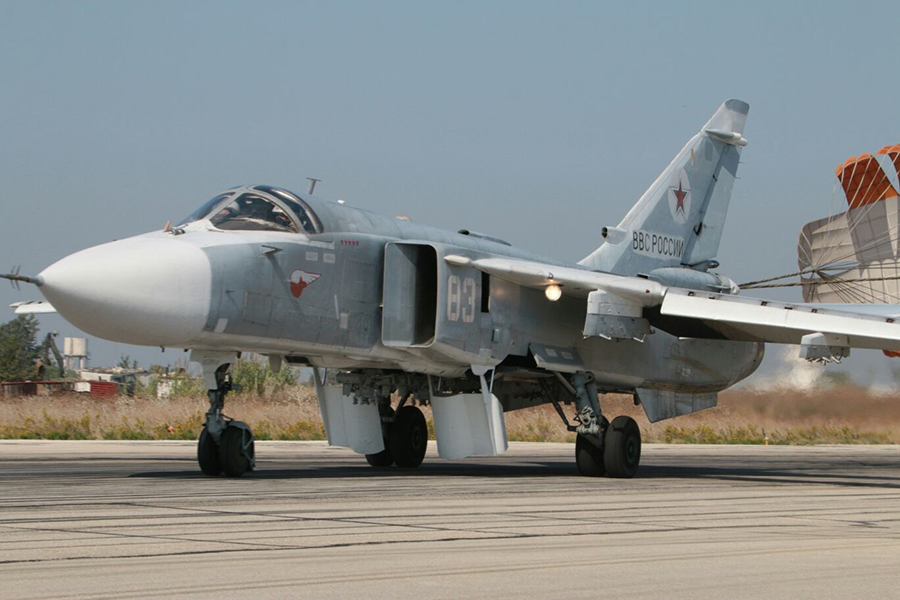
Um Sukhoi Su-24M, semelhante ao abatido pelas forças turcas, na Base Aérea de Khmeimim, em território sírio

Em 24 de novembro de 2015, um caça F-16 da Força Aérea Turca abateu um Sukhoi Su-24M da Força Aérea Russa, perto da fronteira entre a Síria e a Turquia. De acordo com o governo turco, a aeronave foi derrubada porque violou a fronteira de seu país, em uma invasão de até de 2,19 quilômetros adentro do território turco durante cerca de 17 segundos, depois de ser avisado para alterar a sua posição por 10 vezes durante um período de cinco minutos. O Ministério da Defesa da Rússia negou que a aeronave tenha saído do espaço aéreo sírio, contra-argumentando que os seus dados de satélite mostraram que o Sukhoi estava a cerca de 1 000 metros dentro do espaço aéreo sírio quando foi derrubado pela forças turcas. O Departamento de Estado dos Estados Unidos confirmou independentemente que trajeto de voo da aeronave realmente violou o território turco e que os turcos deram vários avisos para o piloto, mas sem resposta. O governo turco também disse que não sabia a nacionalidade da aeronave no momento do incidente. O presidente russo Vladimir Putin disse que os Estados Unidos sabiam a trajetória de voo do caça e deveria ter informado a Turquia; dois funcionários estadunidenses disseram que a Rússia não informou aos militares dos Estados Unidos o plano de voo.
O piloto e o oficial do sistemas de armas ejetaram da aeronave. O oficial de sistemas de armas foi resgatado; o piloto, no entanto, foi baleado e morto no ar por rebeldes turcomenos sírios enquanto caia de pára-quedas. Um soldado da equipe de infantaria naval russa de busca e salvamento também foi morto quando um helicóptero de resgate foi abatido pelos rebeldes. A derrubada foi a primeira destruição de um avião de guerra russo por um Estado-membro da Organização do Tratado do Atlântico Norte (OTAN) desde a década de 1950. As reações ao incidente incluíram duras denúncias da Rússia e uma posterior tentativa de acalmar a situação pela OTAN. O governo russo implantou o cruzador de mísseis guiados Moskva armado com mísseis terra-ar de longo alcance S-300F (SA-N-6 Grumble) ao largo da costa síria perto da cidade de Latakia, além de sistemas móveis de mísses S-400 (SA-21 Growler) na Base Aérea de Khmeimim, em território sírio.